# Keine Lust
"Keine Lust" je pesma nemačke indastrijal metal grupe Ramštajn. Objavljena je kao četvrti i konačni singl sa četvrtog studijskog albuma Reise, Reise 28. februara 2005. u Nemačkoj, Austriji i Švajcarskoj kao maksi singl, kao ograničeno izdanje u formatu digipak singla, i kao singl na gramofonskim pločama veličine 7" i 12".

## Muzički spot
Muzički spot za "Keine Lust" snimljen je u januaru 2005. a premijerno prikazan mesec dana kasnije. Prikazuje ponovno okupljanje između Ramštajna, čiji su članovi vidno ostareli i morbidno gojazni, a njihovi instrumenti su stari i prašnjavi. Stižu u podzemnu garažu za parking u luksuznim belim automobilima različitih godišta i zemalja, voženi lepim ženama u beloj odeći koje im pomažu da postave instrumente. Odeća i instrumenti benda su takođe beli. Jedino klavijaturista Flake deluje kao da se nije ugojio. On pristiže u motorizovanim invalidskim kolicima, u pravi čas da odsvira deo pesme namenjen za klavijaturu. Pri kraju klipa, ostatak benda se rastaje i odlazi, napuštajući Flakea koji je uspeo da stoji tokom pesme i ne može da sedne nazad, niti da hoda.
U klipu Pravljenje Keine Lust, gitarista Ričard Kruspe je komentarisao o značenju pesme i muzičkog spota:
"Znate, nakon svih ovih godina mi smo krcati! Slava, uspeh, novac. Ništa više ne želimo da radimo! Ništa! To je ideja u pesmi. Vratili smo se na početnu tačku ponovo. Samo hoćemo da pravimo muziko ponovo. Ne želimo čitav cirkus koji dolazi zajedno sa time više. Tako da se sastajemo ponovo, još jedanput, za još jedno izvođenje – samo da stvorimo muziku zajedno. Činjenica da smo debeli je samo simbolična za prekomernost. Zaista se radi samo o vraćanju na početak."
Spot je nominovan za MTV Europe Music Awards u novembru 2005.
Druga verzija spota odaje priznanje muzičkim spotovima prikazujući žene koje ispaljuju plamene iz maski (Feuer Frei!) i bacača plamena, i jednu ženu koja nosi plamteću jaknu (Rammstein). 

## Priča vezana za uživo izvođenje
Prvi put je svirana na tri uzastopna koncerta za članove fan kluba 2004. u oktobru. U formalnoj turneji, svirana je na svakom koncertu. Ogromni stubovi CO2 su bili deo nastupa. Bend je svirao pesmu 2005. u Echo Awards, obučeni u kostime koji su korišćeni u spotu. Čak su došli na binu u automobilima viđenim u videu. Isprva, "Keine Lust" je bila jedina pesma sa Reise, Reise u Liebe Ist Für Alle Da turnejskoj listi pesama, osim za “Amerika” koja je svirana na jednom koncertu, i “Mein Teil” koja je ponovo uvedena u listu pesama kasnije u turneji.

## Spisak verzija i pesama
Nemački CD singl
1. "Keine Lust" – 3:44
2. "Keine Lust" (Remix No. 1) - Clawfinger – 4:37
3. "Keine Lust" (The Psychosonic Remix) - DJ Drug – 5:02
4. "Keine Lust" (Bozz Remix) - Azad – 3:52
5. "Keine Lust" (Jazz Remix) - Clawfinger – 4:11
6. "Keine Lust" (Black Strobe Remix) – 7:08
7. "Keine Lust" (Curve Remix) - Front 242 – 3:40
8. "Keine Lust" (Ich zähl die Fliegen Remix) - Krieger – 3:30

UK CD singl
1. "Keine Lust" – 3:44
2. "Ohne dich" (Mina Harker's Version) - Laibach – 4:09
3. "Mutter" (Orchestra Version)

UK DVD singl
1. "Keine Lust" Audio – 3:44
2. "Mein Teil" (Single Version) Audio – 4:26
3. "Mein Teil" (Video) Puna Verzija – 4:25
4. Making of the "Mein Teil" Video – 11:38

UK 7" singl ploča
1. "Keine Lust" – 3:44
2. "Du hast" (Live) (Uživo audio sa Parkbühne Wuhlheide, Berlin, Avgust 1998) – 4:27

12" singl ploča
1. "Keine Lust" (Black Strobe Remix)
2. "Keine Lust" (Black Strobe Remix Instrumental)
3. "Keine Lust" (Curve Remix)
4. "Keine Lust" (Curve Remix Instrumental)

## Top liste
| Top lista (2005)           | Najviše mesto |
| -------------------------- | ------------- |
| Nemačka top lista singlova | 16            |
| UK top lista singlova      | 35            |

## Spoljašnje veze
- Muzički spot "Keine Lust" na Јutjubu
- Tekst pesme Архивирано на веб-сајту  (28. мај 2018)
- Zvanični sajt benda